# دهستان خنداب
دهستان خنداب یکی از دهستان‌های استان مرکزی است که در بخش مرکزی شهرستان خنداب واقع شده است زبان مردم این مناطق لری و لکی می باشد.
روستاهای تابع آن عبارتند از: احمدآباد، بهارستان، جوشیروان
دارانجیر ، دیزآباد، رازگردان، سیردر، شاوه، عباس آباد، غینرجه، فاراب،قزل قلعه، قشلاق عبدالکریم، قطب آباد، قلیچ تپه، قمشلو، کرکانک، گازران،میثم آباد